# Гувернадур
Гувернадур је најприје био чиновник који је постављен на предлог Млетачке републике, који је наводно посредовао у споровима између Црне Горе и Млетачког Котора, тј. између Црногораца и млетачких поданика, да би се касније гувернадурство развило у црногорску државничку титулу.

## Настанак гувернадура
У архивској грађи постоје биљешке о постојању гувернадура још 1511. године. Ф. Ленорман наводи од 1516, Спиридон Гопчевић од 1524. године. Историчар Зане Грбичић пак, сматра да је први гувернадур био Иван Антоније Болица, и то од 1688. до 1692. године, шеф млетачке војне посаде на Цетињу и наводи се као 'Gouvernatore del Monte Negro'. Почетком 18. века за вријеме владавине Владике Данила, Лазар Томановић сматра да је први Црногорац постављен за гувернадура био из куће Вукотића, Ђикан Вукотић, чији син касније одбија гувернадурство. Након њега се као гувернадури помињу вође из породице Радоњића. Први народном вољом изабрани црногорски гувернадур је био Станислав Радоњић од кога од средине 18. века титула гувернадур постаје насљедна у породици Радоњић са Његуша и који су од тада били гувернадури дуже од седам и по деценија, све до 1831. године.

## Гувернадурство Радоњића
Око 1750. године, сердар Станислав Радоњић преузео је гувернадурску функцију у Црној Гори, мада су Радоњићи вјековима раније били племенске старјешине, кнежеви и истакнути главари и сердари. На Општецрногорском збору на Цетињу 1756. године, на прослави прве побједе (под гувернадуровом командом) црногорске војске, над турском војском Ћехај-паше, на Бијелим пољанама, Станиславу Радоњићу се додјељује право насљедног гувернадурства у његовој породици. На функцији гувернадура, наслиједио га је најприје његов син Вукале (Вукајло) Радоњић-Станишић, који је ту функцију обављао у два наврата: од 1758. до 1763. године и опет 1765. године, када је и умро. Потом, гувернадурску функцију од приближно 1767. до смрти 1802. године обавља Јован-Јоко Радоњић, млађи син гувернадура Станислава, а брат гувернадура Вукала. Пошто је и Јовану 1770. године на Општецрногорском збору Дипломом (Граматом), потврђено право на гувернадурство које је било још његовом оцу установљено као насљедна функција и звање у кући Радоњића, након протека од двије године, 1804. године гувернадур званично постаје Вуколај Радоњић, Јованов син, који ће бити гувернадур, с извјесним проблемима током 1817. и 1818. године, све до „укидања” гувернадурства 1831. године.

## Политичка, војна и државничка дјеловања гувернадура Радоњића
Из историографских података може се сазнати да су гувернадури Станислав, Јован и Вуколај Радоњић били црногорски војсковође и побједници на многим бојним пољима, као и представници највише свјетовне власти Црне Горе; Гувернадури Радоњићи су били војсковође, реални и прагматични политичари, државници, дипломате, легални и легитимни носиоци свјетовног облика државно-политичке, гувернадурско-судске, војне, представничке и законодавне власти у земљи; Гувернадури Радоњићи, неколико деценија (више од седамдесетпет година) налазили су се на челу највиших органа власти у земљи. Учествовали су у припреми свих законских аката донесених у њихово вријеме и први су њихови потписници; предводе дипломатске мисије и трагом склопљених међународних споразума или обећања других земаља да ће помоћи Црној Гори, раде на њиховој реализацији; припремају земљу за одбрану од спољних напада и сами предводе њену војску све до битака на Мартинићима и Крусима; активно судјелују у изради пројекта (ре)организације централне управе и доношењу докумената о уједињавању Црне Горе и Боке; први су потписници писама отпора руској хегемонији 1804. године; предсједници су потоњег црногорског органа власти пред укидање гувернадурства.
Станислав се (у Бечу сретао с аустријском царицом Маријом Терезијом, потом с руском царицом Јелисаветом и најзад, са римским папом Бенедиктом XIV, од кога је добио и средства као помоћ за изградњу и обнову цркава и манастира на подручју Црне Горе, Боке и Млетачке Албаније који су под вјерском ингеренцијом Цетињске митрополије, итд.), те војсковођа и државник, носилац свјетовне власти, уз владичанску власт митрополита Василија Петровића, све до смрти у Русији у Санкт Петербургу, 1758. године. ; Гувернадур Јован Радоњић је шеф црногорске делегације у сусрету с аустријском царицом Маријом Терезијом и један од аутора „Бечке конвенције о црногорско-аустријским односима” из 1779. године; Такође, гувернадур Јован Радоњић је војни командант на бојном пољу у походу Турака 1768. године и каснијим инвазијама Махмуд-паше Бушатлије на Црну Гору; првом походу на Црну Гору 1758. и да је равноправно с Петром I Петровићем Његошем 1796. године играо водећу улогу у одбрани земље и војној побједи Црногораца на Мартинићима и Крусима. Док је митрополит Петар био ван Црне Горе, боравио је у Русији у вријеме напада Махмуд-паше на Црну Гору 1785. године, главну улогу у одбрани земље имао је гувернадур Јован Радоњић, уз њега и сердар Иван Петровић. Управо гувернадур Јован Радоњић је био једина личност која се од Махмуд-пашиног првог удара на Црну Гору, до битака на Мартинићима и Крусима, помиње као челник црногорске војске у свим акцијама, једини заповједним црногорске војске коме се поводом свих војних питања и акција у том периоду обраћају и домаћи главари и страни војни команданти; у биткама на Мартинићима и Крусима заједно са митрополитом дијели команду (и то митрополит над једном трећином, а гувернадур над двије трећине војске)". Митрополит Петар I Петровић Његош и гувернадур Јован Радоњић од 1796. па надаље вршили су, подједнаку и подијељену власт у Црној Гори, стога је и Законик опшчи црногорски и брдски (1798. и 1803)", подједнако гувернадура Јована Радоњића и Петра I и тај законик није исправно звати „Законик Петра I”, јер, „ако се не зна сасвим тачно ко га је написао, али се сасвим тачно зна да га је први потписао гувернадур Јован Радоњић”. Затим, знаменита „Стега” из 1796. године, је потписана (првопотписана) од стране гувернадура Јована Радоњића, сердара Ивана Петровића, кнеза Вука Богдановића и осталих главара „од све Црне Горе”.
Неспорно је да је постојао политички ривалитет и конкурентска борба за свјетовну централну, највишу власт у Црној Гори између гувернадура Радоњића и митрополита Петровића, али њу треба посматрати у контексту сукоба различитих концепција око уређења и вршења власти, унутрашњих и спољно-политичких програма, стратегија и акција око даљег развоја црногорског друштва.
„ У ривалству између гувернадура Радоњића и митрополита Петровића, први нијесу били ти који су оспоравали друге, већ обрнуто”.